# Senatsvalget i USA 2020
Senatsvalget i USA 2020 blev afholdt 3. november 2020 og omfattede ordinære valg af 33 pladser ud af 100 pladser i USA's Senat. Vinderne blev valgt til en 6-årig valgperiode fra 3. januar 2021 til 3. januar 2027. Der var også to særlige valg: et i Arizona til at udfylde pladsen som blev ledig ved John McCains død i 2018, og et i Georgia til at udfylde pladsen som blev ledig da Johnny Isakson trak sig fra Senatet i 2019.
Ved senatsvalget i 2014 havde republikanerne vundet 9 pladser fra demokraterne og opnået et flertal i Senatet, som de beholdt efter senatsvalgene i 2016 og 2018. Forud for valget i 2020 havde republikanerne 53 pladser i Senatet, demokraterne havde 45 pladser og 2 partiløse som samarbejdede med demokraterne havde 2 pladser. Medregnet de særlige valg i Arizona og Georgia var 23 republikanske pladser og 12 demokratiske pladser på valg i 2020.
Valgte endte med at demokraterne vandt tre pladser fra republikanerne idet de overtog tidligere republikanske pladser i Arizona, Colorado og Georgia (to pladser), mens de tabte en plads i Alabama. De tre ekstra mandater til demokraterne betød at de med vicepræsident Kamala Harris' afgørende stemme efter præsidentskiftet 20. januar 2021 igen opnåede flertal i Senatet.

## Valgresultater
| Parti                     | Republikanerne | Demokraterne | Partiløse |
| ------------------------- | -------------- | ------------ | --------- |
| Pladser før valget        | 53             | 45           | 2         |
| Pladser efter valget      | 50             | 48           | 2         |
| Ændring                   | 3              | 3            | 0         |
| Pladser på valg           | 23             | 12           | 0         |
| Vundne pladser ved valget | 20             | 15           | 0         |

## Omvalg i Georgia
Valgreglerne i Georgia siger at der skal være en anden valgrunde når ingen af kandidaterne opnår mindst 50 % af stemmerne. Det var tilfældet for begge valgene i delstaten, derfor blev der afholdt to omvalg 5. januar 2021. Omvalgene var imødeset med spænding idet valgresultatet var afgørerende for hvilket parti som kom til at kontrollere Senatet. Det blev de demokratiske kandidater Jon Ossoff og Raphael Warnock som vandt omvalgene i Georgia, hvilket betød at Det Demokratiske Parti akkurat sikrede sig kontrollen i Senatet fra 20. januar 2021.
Der blev stemmelighed (50-50) mellem demokrater (inkl. de to uafhængige som arbejder sammen med demokraterne) og republikanere, men USA's vicepræsident kan afgive den afgørende stemme ved stemmelighed. Det var indtil 20. januar 2021 Mike Pence (Republikanerne). Derefter overtog tiltrædende vicepræsident Kamala Harris (Demokraterne) overtage embedet og sikrede demokratisk kontrol.